# NK Croatia Trogir
NK Croatia je nogometni klub iz Trogira.

## Povijest
Trenutačno se natječe u 1. ŽNL Splitsko-dalmatinskoj.